# Fornby, Leksands kommun
Fornby är en by i Siljansnäs socken i Leksands kommun, centrala Dalarna.
Fornby ligger på västra sidan om Österviken av Siljan och ungefär mittemot Leksands sommarland på Östervikens östra sida. Byn ligger vid den s.k. Fornbybankens norra landfäste vid inloppet till Byrviken och cirka 2 kilometer öster om Siljansnäs tätort och består av enfamiljshus samt bondgårdar. Gränsen mellan Siljansnäs och Leksands församlingar går mitt i Byrviken.
Fornby genomkorsas av länsväg W 938 (Leksand - Siljansnäs - Gesunda - Vika (Mora)).